# Hallvard Trætteberg
Hallvard Trætteberg, född 21 april 1898 i Løten, död 21 november 1987 i Oslo, var en norsk heraldiker och riksarkivarie. Trætteberg kombinerade djupgående studier, särskilt av medeltidens heraldik och dess symbolik, med att skapa en ny (särskilt offentlig) heraldik med betoning på stark förenkling och att följa klassiska heraldiska principer ("att återskapa kvalitetsheraldik på medeltida grunder, efter det gamla kravet på enkelhet"). Han hade en central roll i fastställandet av riksvapnet, en lång rad andra offentliga vapen och var själv upphovsman till flera nya offentliga vapen för bland annat fylker och kommuner. Han arbetade i Riksarkivet 1924–1966, var förste arkivarie från 1940 och riksarkivarie 1963–1964.
Han var riddare 1. klasse av St. Olavs Orden och riddare av Vasaorden.